# Атлетико Мадриленьо
«Атлетико Мадриленьо» (исп. Club Atlético Madrileño) — испанский футбольный клуб из Мадрида, в одноимённой провинции и автономном сообществе, резервная команда клуба «Атлетико Мадрид». Клуб основан в 1963 году, гостей принимает на арене «Серро дель Эспино», вмещающей 3376 зрителей. Резервные команды в Испании выступают в тех же лигах, что и главные команды, но резервные команды не могут выступать в одном дивизионе с главной командой, в связи с этим «Атлетико Мадриленьо» не может выступать в Примере, лучшим результатом команды является 2-е место в Сегунде в сезоне 1998/99.

## Прежние названия
- 1963—1970 — «Рейфра Атлетико»
- 1970—1991 — «Атлетико Мадриленьо»
- 1991—2025 «Атлетико Мадрид B»
- 2025 — н. в. — «Атлетико Мадриленьо»

## Сезоны по дивизионам
- Сегунда — 11 сезонов
- Сегунда B — 31 сезонов
- Терсера — 12 сезонов

## Достижения
- Сегунда B
  - Победитель (3): 1988/89, 2000/01, 2003/04

## Рекорды
- Самая крупная победа одержана 31 марта 1968 года над «Толедо» со счётом 11:0[1].